# The Chronological Classics: Jimmie Lunceford and His Orchestra 1937-1939
| Recensione | Giudizio |
| ---------- | -------- |
| AllMusic   | [ 1 ]    |

The Chronological Classics: Jimmie Lunceford and His Orchestra 1937-1939 è una Compilation del caporchestra jazz statunitense Jimmie Lunceford, pubblicato dall'etichetta discografica francese Classics Records nel 1990.

## Tracce
1. Hell's Bells – 3:08 (Art Kassel) – Registrato il 15 giugno 1937 a New York
2. For Dancers Only – 2:36 (Sy Oliver) – Registrato il 15 giugno 1937 a New York
3. Posin' – 2:59 (Sammy Cahn, Saul Chaplin) – Registrato l'8 luglio 1937 a New York
4. The First Time I Saw You – 2:46 (Allie Wrubel, Nathaniel Shilkret) – Registrato l'8 luglio 1937 a New York
5. Honey, Keep Your Mind on Me – 2:48 (Allan Roberts, Jimmie Lunceford) – Registrato l'8 luglio 1937 a New York
6. Put on Your Old Grey Bonnet – 2:48 (Stanley Murphy, Percy Wenrich) – Registrato l'8 luglio 1937 a New York
7. Pigeon Walk – 2:39 (James V. Monaco) – Registrato il 5 novembre 1937 a Los Angeles (California)
8. Like a Ship at Sea – 2:45 (Jimmie Lunceford, Welcker) – Registrato il 5 novembre 1937 a Los Angeles (California)
9. Teasin' Tessie Brown – 2:55 (Andy Razaf, Luckey Roberts, Jimmie Lunceford) – Registrato il 5 novembre 1937 a Los Angeles (California)
10. Annie Laurie – 3:11 (Tradizionale) – Registrato il 5 novembre 1937 a Los Angeles (California)
11. Frisco Fog – 3:10 (Leon Carr) – Registrato il 5 novembre 1937 a Los Angeles (California)
12. Margie – 3:02 (Benny Davis, Con Conrad, Joseph Russel Robinson) – Registrato il 6 gennaio 1938 a New York
13. The Love Nest – 3:01 (Otto Harbach, Louis Hirsh) – Registrato il 6 gennaio 1938 a New York
14. I'm Laughing Up My Sleeve (Ha-Ha-Ha-Ha-Ha) – 2:47 (Jack Lawrence, Peter Tinturin) – Registrato il 6 gennaio 1938 a New York
15. Down by the Old Mill Stream – 2:57 (Tell Taylor) – Registrato il 12 aprile 1938 a New York
16. My Melancholy Baby – 3:04 (Maybelle E. Watson, George A. Norton, Ernie Burnett) – Registrato il 12 aprile 1938 a New York
17. Sweet Sue - Just You – 2:48 (Will J. Harris, Victor Young) – Registrato il 12 aprile 1938 a New York
18. By the River Sainte Marie – 3:13 (Edgar Leslie, Harry Warren) – Registrato il 12 aprile 1938 a New York
19. Rainin' – 2:58 (Sy Oliver) – Registrato il 3 gennaio 1939 a New York
20. 'Tain't What Do You (It's the Way That You Do It) – 3:04 (Sy Oliver, Trummy Young) – Registrato il 3 gennaio 1939 a New York
21. Cheatin' on You – 2:49 (Jack Yellen, Lew Pollack) – Registrato il 3 gennaio 1939 a New York
22. Le Jazz Hot – 2:41 (Hal Mooney) – Registrato il 3 gennaio 1939 a New York
23. Time's A-Wastin' – 2:32 (Maddep, Jimmie Lunceford) – Registrato il 3 gennaio 1939 a New York

## Musicisti
Hell's Bells / For Dancers Only

(Jimmie Lunceford and His Orchestra)
- Jimmie Lunceford - direttore orchestra
- Eddie Tompkins - tromba
- Paul Webster - tromba
- Sy Oliver - tromba
- Sy Oliver - arrangiamenti
- Elmer Crumbley - trombone
- Russell Bowles - trombone
- Eddie Durham - trombone, chitarra
- Willie Smith - clarinetto, sassofono alto, sassofono baritono
- Ed Brown - sassofono alto
- Dan Grissom - clarinetto, sassofono alto
- Earl Carruthers - clarinetto, sassofono alto, sassofono baritono
- Joe Thomas - clarinetto, sassofono tenore
- Edwin Wilcox - pianoforte, celeste
- Al Norris - chitarra
- Moses Allen - contrabbasso
- Jimmy Crawford - batteria, vibrafono

Posin' / The First Time I Saw You / Honey, Keep Your Mind on Me / Put on Your Old Grey Bonnet

(Jimmie Lunceford and His Orchestra)
- Jimmie Lunceford - direttore orchestra
- Eddie Tompkins - tromba
- Eddie Tompkins - voce (brano: Put on Your Old Grey Bonnet)
- Paul Webster - tromba
- Sy Oliver - tromba
- Sy Oliver - arrangiamento (brano: Posin')
- Elmer Crumbley - trombone
- Russell Bowles - trombone
- Eddie Durham - trombone, chitarra
- Eddie Durham - arrangiamenti (brano: Honey, Keep Your Mind on Me)
- Willie Smith - clarinetto, sassofono alto, sassofono baritono
- Willie Smith - voce, cori (brano: Posin')
- Willie Smith - arrangiamento (brano: Put on Your Old Grey Bonnet)
- Ed Brown - sassofono alto
- Dan Grissom - clarinetto, sassofono alto
- Dan Grissom - voce (brani: The First Time I Saw You e Honey, Keep Your Mind on Me)
- Earl Carruthers - clarinetto, sassofono alto, sassofono baritono
- Joe Thomas - clarinetto, sassofono tenore
- Edwin Wilcox - pianoforte, celeste
- Edwin Wilcox - arrangiamento (brano: The First Time I Saw You)
- Al Norris - chitarra
- Moses Allen - contrabbasso
- Jimmy Crawford - batteria, vibrafono

Pigeon Walk / Like a Ship at Sea / Teasin' Tessie Brown / Annie Laurie / Frisco Fog

(Jimmie Lunceford and His Orchestra)
- Jimmie Lunceford - direttore orchestra
- Eddie Tompkins - tromba
- Eddie Tompkins - voce, cori (brano: Teasin' Tessie Brown)
- Paul Webster - tromba
- Sy Oliver - tromba
- Sy Oliver - arrangiamenti (brani: Teasin' Tessie Brown e Annie Laurie)
- Elmer Crumbley - trombone
- Russell Bowles - trombone
- James Trummy Young - trombone
- Willie Smith - clarinetto, sassofono alto, sassofono baritono
- Earl Carruthers - clarinetto, sassofono alto, sassofono baritono
- Ted Buckner - sassofono alto
- Dan Grissom - sassofono alto
- Dan Grissom - voce (brano: Like a Ship at Sea)
- Joe Thomas - clarinetto, sassofono tenore
- Edwin Wilcox - pianoforte, celeste
- Edwin Wilcox - arrangiamento (brano: Like a Ship at Sea)
- Al Norris - chitarra
- Moses Allen - contrabbasso
- Jimmy Crawford - batteria, vibrafono
- Eddie Durham - arrangiamento (brano: Pigeon Walk)
- Leon Carr - arrangiamento (brano: Frisco Fog)

Margie / The Love Nest / I'm Laughing Up My Sleeve (Ha-Ha-Ha-Ha-Ha)

(Jimmie Lunceford and His Orchestra)
- Jimmie Lunceford - direttore orchestra
- Eddie Tompkins - tromba
- Paul Webster - tromba
- Sy Oliver - tromba
- Sy Oliver - arrangiamenti (brani: Margie, The Love Nest e I'm Laughing Up My Sleeve (Ha-Ha-Ha-Ha-Ha))
- Sy Oliver - voce (brano: I'm Laughing Up My Sleeve (Ha-Ha-Ha-Ha-Ha))
- Elmer Crumbley - trombone
- Russell Bowles - trombone
- Trummy Young - trombone
- Trummy Young - voce (brano: Margie)
- Willie Smith - clarinetto, sassofono alto, sassofono baritono
- Earl Carruthers - clarinetto, sassofono alto, sassofono baritono
- Ted Buckner - sassofono alto
- Dan Grissom - sassofono alto
- Dan Grissom - voce (brano: The Love Nest)
- Joe Thomas - clarinetto, sassofono tenore
- Edwin Wilcox - pianoforte, celeste
- Al Norris - chitarra
- Moses Allen - contrabbasso
- Jimmy Crawford - batteria, vibrafono

Down by the Old Mill Stream / My Melancholy Baby / Sweet Sue - Just You / By the River Sainte Marie

(Jimmie Lunceford and His Orchestra)
- Jimmie Lunceford - direttore orchestra
- Eddie Tompkins - tromba
- Paul Webster - tromba
- Sy Oliver - tromba
- Sy Oliver - arrangiamenti (brani: Down by the Old Mill Stream, Sweet Sue - Just You e By the River Sainte Marie)
- Sy Oliver - voce (brano: Sweet Sue - Just You)
- Elmer Crumbley - trombone
- Russell Bowles - trombone
- Trummy Young - trombone
- Willie Smith - clarinetto, sassofono alto, sassofono baritono
- Earl Carruthers - clarinetto, sassofono alto, sassofono baritono
- Ted Buckner - sassofono alto
- Dan Grissom - sassofono alto
- Dan Grissom - voce (brani: Down by the Old Mill Stream, My Melancholy Baby e By the River Sainte Marie)
- Joe Thomas - clarinetto, sassofono tenore
- Edwin Wilcox - pianoforte, celeste
- Edwin Wilcox - arrangiamento (brano: My Melancholy Baby)
- Al Norris - chitarra
- Moses Allen - contrabbasso
- Jimmy Crawford - batteria, vibrafono

Rainin' / 'Tain't What Do You (It's the Way That You Do It) / Cheatin' on Me / Le Jazz Hot / Time's A-Wastin'

(Jimmie Lunceford and His Orchestra)
- Jimmie Lunceford - direttore orchestra
- Eddie Tompkins - tromba
- Paul Webster - tromba
- Sy Oliver - tromba
- Sy Oliver - arrangiamenti (brani: Rainin, Tain't What Do You (It's the Way That You Do It), Le Jazz Hot e Time's A-Wastin)
- Sy Oliver - voce (brano: Time's A-Wastin)
- Elmer Crumbley - trombone
- Russell Bowles - trombone
- Trummy Young - trombone
- Trummy Young - voce, cori (brani: 'Tain't What Do You (It's the Way That You Do It) e Cheatin' on Me)
- Willie Smith - clarinetto, sassofono alto, sassofono baritono
- Earl Carruthers - clarinetto, sassofono alto, sassofono baritono
- Ted Buckner - sassofono alto
- Dan Grissom - sassofono alto
- Dan Grissom - voce (brano: Rainin')
- Joe Thomas - clarinetto, sassofono tenore
- Edwin Wilcox - pianoforte, celeste
- Al Norris - chitarra
- Moses Allen - contrabbasso
- Jimmy Crawford - batteria, vibrafono[2]